# Nabeshima Naohiro

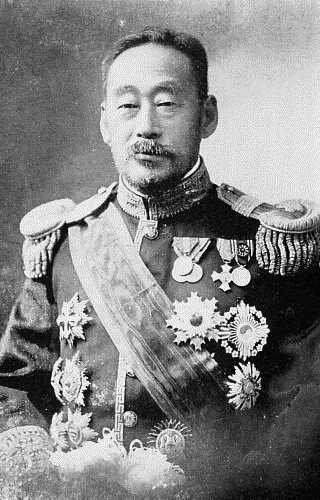
Nabeshima Naohiro

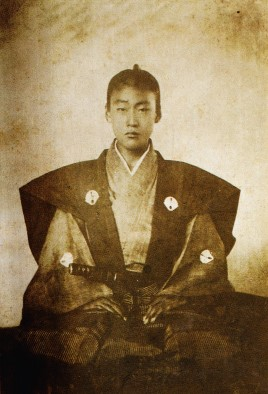
Naohiro in zeremonieller Tracht

Nabeshima Naohiro (japanisch 鍋島 直大; geboren 17. Oktober 1846 in Saga (Provinz Hizen); gestorben 19. Juni 1921) war ein japanischer Daimyō, Beamter und Politiker.

## Leben und Wirken
Nabeshima Naohiro wurde 1861 der 11. und letzte Daimyō des Saga-Han. Er setzte sich für die Reformierung der Han-Verwaltung ein. Er gehörte zu den Gegnern des Shogunats und ließ, unabhängig von Shogunat, Arita-Porzellan auf der Weltausstellung in Paris 1867 ausstellen.
Im Zuge der Meiji-Restauration Anfang 1868 übernahm er das Amt für die Auswärtigen Beziehungen und wurde im März Stellvertretender Leiter des Yokohama saibansho, dem aus der Shogunatsverwaltung Kanagawa hervorgegangenen Vorläufer der Präfektur Kanagawa. Im Verlauf des Boshin-Kriegs sandte er Soldaten seines Han noch Nordost-Japan, wohin sich die Shogunatstreuen Truppen zurückgezogen hatten. Im Juni des Jahres schloss er mit Spanien einen Freundschaftsvertrag ab. Er wurde dann Generalmajor der kaiserlichen Leibwache. 1870 engagierte er sich in dem Bündnis der drei Han, Satsuma, Chōshū und Tosa. Nach Auflösung der Han bildete er sich im Rahmen der Iwakura-Mission in England weiter.
Nach seiner Rückkehr 1879 wurde Nabeshima hoher Mitarbeiter im Außenministerium und wurde 1880 Botschafter in Italien. Nach seiner Rückkehr 1882 wurde er 1883 Mitglied im Genrōin (元老院), dem Senat. 1885 wurde er zum Fürst ernannt und übernahm im selben Jahr das Amt des Zeremonienmeisters (式部長官, Shikibu chōkan). 1891 wurde er Mitglied des Oberhauses des neu gegründeten Parlaments. Sieben Jahre später wurde er Berater des kaiserlichen Hofes (宮中顧問官 Kyūchū komonkan). Daneben leitete er die Ämter Kōtenkyōkyūko (皇典講究所) und Kokugakuin (国学院).